# NGC 4294
NGC 4294 ist eine spiralförmige Zwerggalaxie mit ausgedehnten Sternentstehungsgebieten vom Hubble-Typ SBc im Sternbild Jungfrau am Nordsternhimmel. Sie ist schätzungsweise 13 Millionen Lichtjahre von der Milchstraße entfernt und hat einen Durchmesser von etwa 15.000 Lj. Wahrscheinlich bildet sie gemeinsam mit NGC 4299 ein wechselwirkendes Paar. Unter der Katalognummer VCC 465 ist sie als Mitglied des Virgo-Galaxienhaufens gelistet.

Im selben Himmelsareal befinden sich u. a. die Galaxien IC 3173, IC 3192, IC 3196, IC 3209.
Das Objekt wurde am 15. März 1784 von dem Astronomen Wilhelm Herschel entdeckt.